# Blaue Berge (Landschaft mit gelbem Schornstein)
Blaue Berge (Landschaft mit gelbem Schornstein) ist der heutige Titel eines Gemäldes des deutsch-russischen Malers Alexej Jawlensky. 1953 wurde es von dem damaligen Museumsdirektor Clemens Weiler bei der Galerie Vömel in Düsseldorf für das Museum Wiesbaden erworben. Es trägt die Inventar-Nummer M 679.

## Technik und Bildträger
Bei dem Gemälde „Blaue Berge (Landschaft mit gelbem Schornstein)“ handelt es sich um ein Ölgemälde auf Karton im Breitformat, 33,5 × 44,5 cm. Es ist im Bild unten links signiert „A. Jawlensky“
Das Bild ist verzeichnet im „Katalog der Gemälde“ bei Weiler von 1959, im „Werkstattverzeichnis“ von 1970 bei Weiler, im „Catalogue Raisonné“ von 1991 des Jawlensky-Archivs, 1997 im Jawlensky-Bestandskatalog des Museums Wiesbaden., 2014 im Ausstellungskatalog „Horizont Jawlensky“ 2014.

## Rückseite
„Rückseitenschutz mit verschiedenen Museums- und Ausstellungs-Aufklebern, auf der Innenseite des Rückseitenschutzes bezeichnet (von fremder Hand mit Kopierstift): Obersdorf/(Bayern) 1912; darunter (von fremder Hand mit schwarzem Pinsel): Obers (t, durchgestrichen) dorf/ 1912/Blaue Berge […] Es ist davon auszugehen, daß die rückseitigen Bezeichnungen erst später   möglicherweise von Andreas Jawlensky nach seiner Rückkehr aus der Kriegsgefangenschaft   angebracht worden sind.“

## Ikonographie: Energie und Bewegung
In seinen Lebenserinnerungen berichtet Jawlensky: „Im Sommer 1912 fuhren wir alle nach Oberstdorf. […] In Oberstdorf malte ich verschiedene Gebirgslandschaften.“ „Damals malte Jawlensky [auch] Bilder alter bärtiger Bauern, die er wiederum ins Urbildhafte umzusetzen verstand. Auch die dort entstandenen Landschaften ballen und pressen das Bild des Gebirges zu urbildlicher Form zusammen.“
Anders als Werefkin in ihrem hochformatigen Bild Schindelfabrik von 1910, entschied sich Jawlensky für das Breitformat, das der herkömmlichen Landschaftsmalerei eigen ist. „Mit der grellsten der drei Grundfarben, dem Gelb, das direkt betrachtet [...] den Menschen beunruhigt“, versah Jawlensky den Schornstein. Indem er diesem eine sich nach oben geometrisch sich verjüngende Form verlieh, gab er der Farbe eine ihrem Charakter adäquate Gestalt, die „schließlich frech und aufdringlich auf das Gemüt wirkt.“ Somit kommt dem nach 1953 verworfenen Titel des Bildes – „Landschaft mit gelbem Schornstein“   wahrscheinlich dem Künstleranliegen weit näher als der heutige. Da das Gelb u. a. „Vertiefung und Ruhe in Blau sucht“, ist nur zu natürlich und logisch, dass Jawlensky ihm zur „Gegenwirkung“ Schwarz und Blau für die sich über das Fabrikgebäude türmenden Berge wählte. Als abstrakte massige Formen mit dem „Grundklang von Kälte“ betrachtet, drohen sie das Bauwerk zu erdrücken. Durch sie bohrt sich eine Vertikale mit dem „Grundklang von Wärme“ als „höchster Gegensatz“, der schlanke, himmelstrebende Schornstein.
Der in klare, durchgängige Konturen gefasste Giebel des Hauses bildet einen spitzen Winkel. Als abstrakte Form wird er als aggressiv empfunden und gilt als „Wegweiser nach Gelb“. Folglich unterstützt dieser spitze Winkel die nach oben gerichtete vertikale Bewegung des Schornsteins und erweist sich als „ursprünglich gegensätzlich“ zu den nach unten lastenden Kreissegmenten der Berggipfel. Die linke Bildhälfte scheint durch die Gegensätze von Form und Farbe in eine vertikale Auf-und-Ab-Bewegung zu geraten, scheint zu pulsieren. Rechts im Bild assistiert das spitze Dreieck eines Berggipfels dem Hausgiebel.
Die Assoziation von Bewegung zwischen den Bildelementen Schornstein und übereinandergeschichteten Bergen, führt den Blick auf den ungewöhnlich rot gefärbten Himmel. Jawlensky wäre falsch verstanden, würde man seine Wahl der Farbe Rot für diese Stelle, seiner „Impulsivität“ zuschreiben. Sie soll eine ihr entsprechende Assoziation, „eine psychische Erschütterung“, hervorrufen- und kann „eine der Flamme ähnliche seelische Vibration verursachen.“ Für den, der für solche emotionale Lesart von Bildern nicht sonderlich empfänglich ist, brachte Jawlensky die Farbe sogar materiell in Vibration mittels einer vom Impressionismus herrührenden, von Gauguin praktizierten Pinseltechnik. In kleinen Strichelchen dynamisierte er die Farben. Sogar das Grün, die Farbe der „Unbeweglichkeit“, brachte er damit in Aufruhr.
Der von Jawlensky gewählte Einsatz von Farben und Formen diente ihm dazu, sein eigentliches, übergreifendes Thema, nämlich Energie und Bewegung, zu erläutern. Rhythmisch gegeneinander versetzt, stellte der Künstler scheinbar unmotiviert drei Telegraphenmasten vor die Berge. Nicht zu übersehen ist jedoch, dass sie wesentlicher Teil der Bildikonographie sind, denn auf sie polarisierte er das Nichtfarbenpaar „Schwarz und Weiß.“